# Nationalisation de l'électricité au Québec

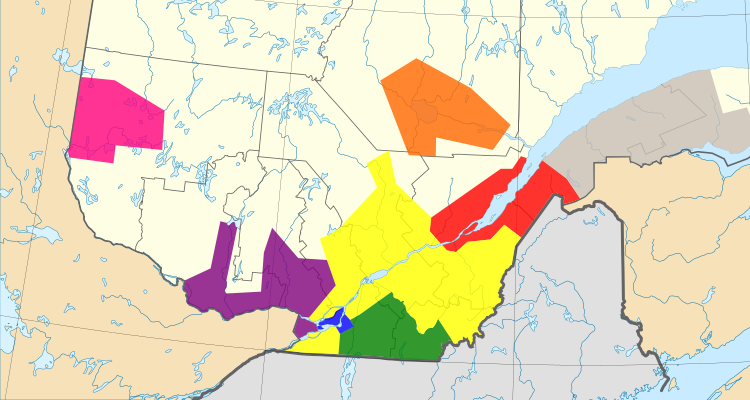
Les huit principales compagnies d'électricité d'avant la nationalisation :
Montreal Light, Heat and Power
Shawinigan Water and Power Company
Quebec Power
Gatineau Power Company
Southern Canada Power
Saguenay Power
Northern Quebec Power
Compagnie de Pouvoir du Bas-Saint-Laurent

La nationalisation de l'électricité au Québec désigne les deux séries d'événements qui ont mené à la création de la société d'État Hydro-Québec en 1944 et à la prise de contrôle des compagnies d'électricité privées du Québec en deux étapes. 
En 1944, la première nationalisation a permis à l'État québécois de prendre le contrôle de la Montreal Light, Heat and Power, qui exerçait un monopole impopulaire et décrié sur la vente d'électricité et de gaz dans la région de Montréal. La seconde, lancée en 1962 par le gouvernement Jean Lesage, s'inscrit plutôt dans la foulée des réformes de la Révolution tranquille, dont elle constitue l'un des faits marquants.
Les deux nationalisations de l'électricité ont permis à Hydro-Québec de devenir un des principaux producteurs d'électricité en Amérique du Nord, de lancer d'ambitieux projets de développement hydroélectrique dans le Nord du Québec en plus de garantir aux consommateurs québécois des tarifs d'électricité bas et uniformes sur l'ensemble du territoire.

## Les années 1930: précurseurs de la nationalisation

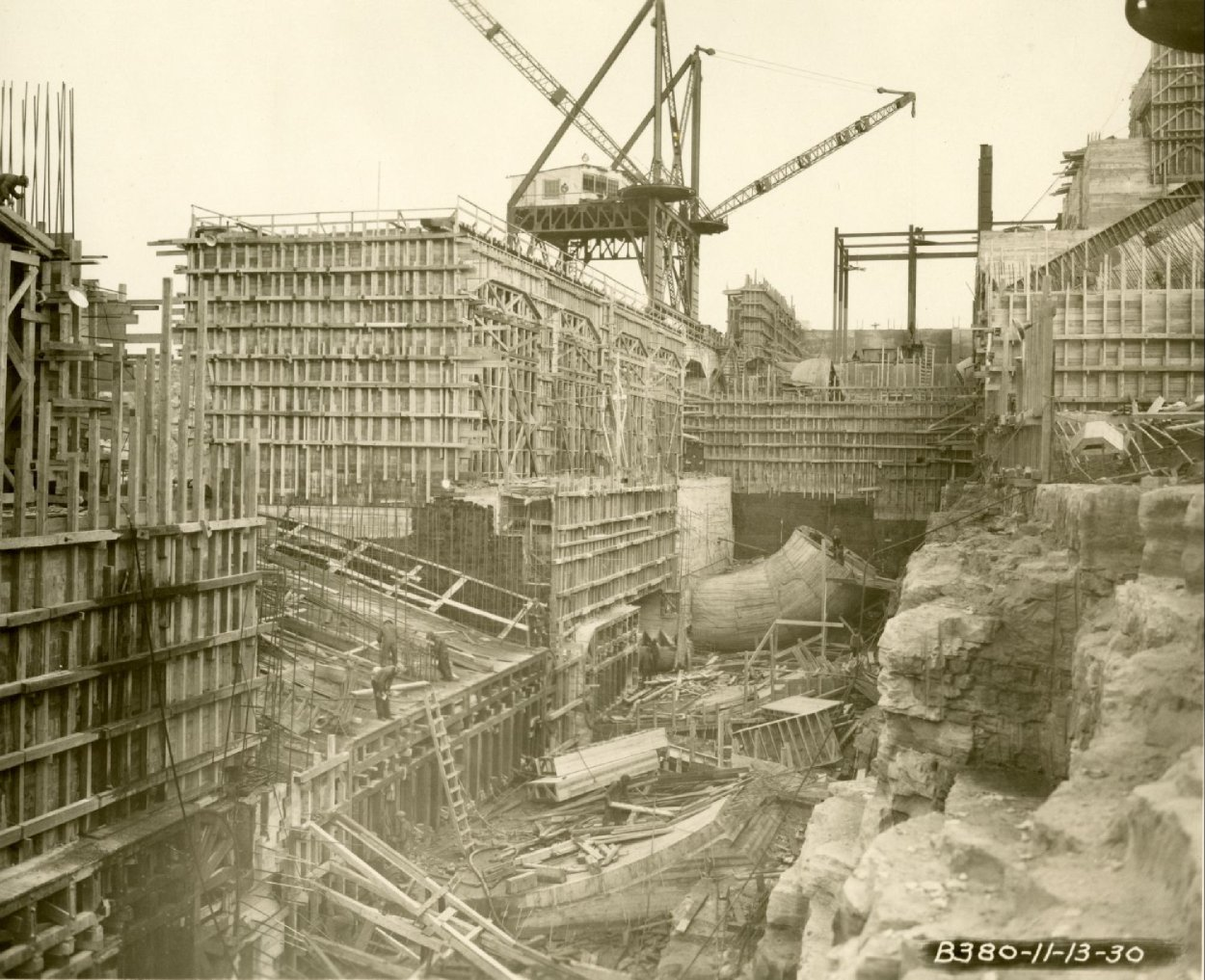
Construction de la centrale de Beauharnois en 1930.

Dans les années qui ont suivi la Grande Dépression des années 1930, des voix s'élèvent au Québec en faveur d'une intervention du gouvernement dans le secteur de l'électricité. Pendant plus de dix ans, les reproches se multiplient à l'égard du « trust de l'électricité » : on considère leurs tarifs abusifs et leurs profits excessifs. 
Les journaux de l'époque sont remplis des dessous du scandale de la Beauharnois, une affaire reliée à la construction d'une centrale hydroélectrique sur le fleuve Saint-Laurent, en amont du Lac Saint-Louis. Puisque le Saint-Laurent est une voie navigable, le gouvernement fédéral doit approuver le projet de construction. Au cœur de la tourmente, l'administration libérale de William Lyon Mackenzie King, qu'on accuse de collusion avec les promoteurs du projet. Les libéraux perdent le pouvoir et sont remplacés par les conservateurs de R. B. Bennett. Tenté d'en découdre avec la Beauharnois, il ordonne la tenue d'une commission parlementaire pour faire éclater la vérité. Une fois les travaux de la commission terminés, il accepte finalement de garantir le financement nécessaire pour compléter la première phase du projet de la centrale de Beauharnois.
Inspirés par la nationalisation de la production et la municipalisation de la distribution menée en Ontario par Sir Adam Beck au début du XXe siècle, des personnalités, comme Philippe Hamel, René Chaloult et T.-D. Bouchard, proposent d'imiter la province voisine. Le dentiste Hamel en particulier, mène une vigoureuse campagne contre la compagnie d'électricité qui dessert mal Québec, la Quebec Power. La multiplication des critiques envers les monopoles amène le gouvernement de Louis-Alexandre Taschereau à ordonner une commission d'enquête de trois membres, dirigée par Ernest Lapointe, le 5 novembre 1934. 

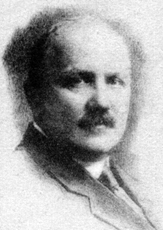
En 1935, la commission dirigée par Ernest Lapointe propose une réglementation stricte des compagnies d'électricité.

Dans son rapport, remis l'année suivante, la Commission Lapointe ne recommande pas de mettre un terme aux monopoles privés, mais propose plutôt d'augmenter l'encadrement de ce secteur de l'économie. En réponse aux travaux des commissaires, le gouvernement forme un organisme de réglementation, la Commission d'électricité de Québec. Dirigée par l'un des membres de la commission Lapointe, Augustin Frigon, la Commission a le pouvoir de faire enquête, peut faire modifier les hausses de tarifs en plus du pouvoir d'approuver les fusions d'entreprises du secteur. Le gouvernement resserre ses exigences pour consentir de nouvelles concessions hydrauliques et autorise la formation de coopératives électriques dans certaines régions, afin d'accélérer l'électrification rurale.
En un peu plus d'un an d'existence, la Commission rend une centaine de décisions, forçant certaines compagnies d'électricité à réduire leurs tarifs ou les obligeant à brancher certains groupes d'habitations isolées.
L'élection d'un gouvernement de l'Union nationale, dirigé par Maurice Duplessis, lors de l'élection de 1936 ne remet pas en cause les objectifs et les recommandations de la commission Lapointe. Une loi fusionne la Commission d'électricité du Québec à un autre organisme de réglementation, la Commission des services publics, dans un nouvel organisme nommé la Régie provinciale de l'électricité, mais le nouvel organisme continue dans la même voie. 
À compter de 1938, la nouvelle régie enquête sur les tarifs d'électricité afin de les abaisser et dresse l'inventaire des titres et possessions des compagnies actives dans le secteur. Bien que la plupart des compagnies font preuve de diligence, la MLH&P fait exception. L'inventaire des actifs préparé par deux ingénieurs prendra quatre années de travail à préparer et ne sera remis à la Régie qu'en 1942.

## 1944: la première nationalisation

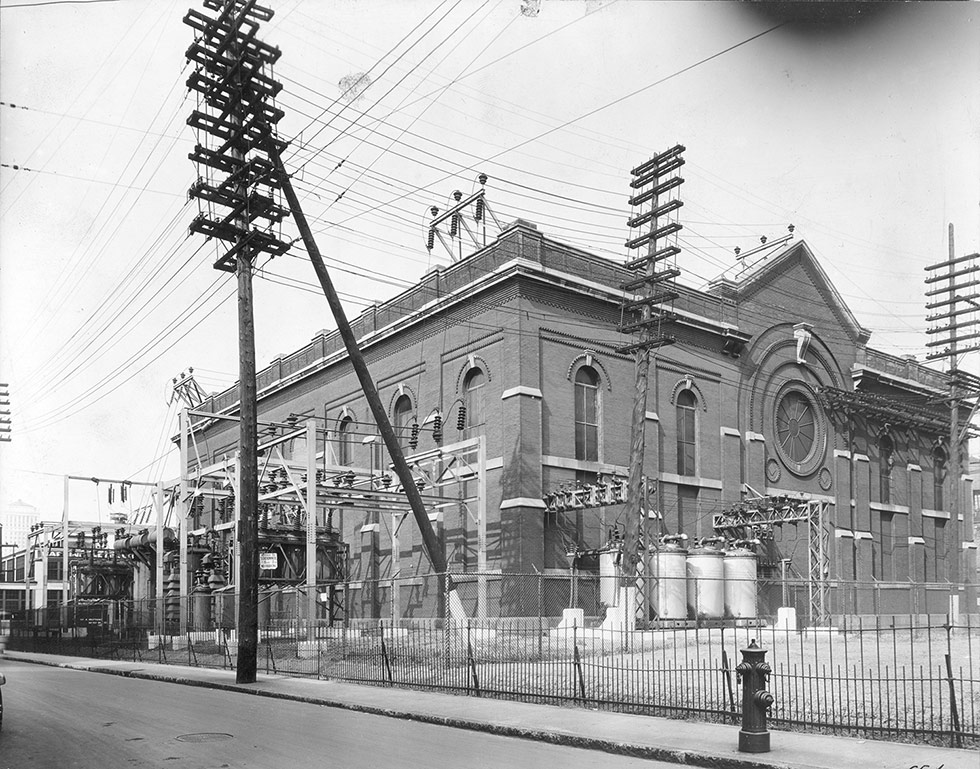
Le poste Central de la Montreal Light, Heat and Power. Construit au début des années 1900, rue Wellington à Montréal, il rassemblait en un seul lieu les livraisons d'électricité vers la métropole québécoise.

Porté au pouvoir en 1939, le premier ministre du Québec, Adélard Godbout, dénonce l'inefficacité de ce système privé dominé par des intérêts anglophones ainsi que les alliances entre les deux principales entreprises du secteur, la Montreal Light, Heat and Power (MLH&P) et la Shawinigan Water and Power, qui ont pour conséquence de ralentir le développement industriel. Godbout qualifie les agissements des monopoles de « dictature économique crapuleuse et vicieuse ».
Malgré l'impopularité de plus en plus généralisée du « trust de l'électricité », le gouvernement Godbout n'agit pas dès le début de son mandat. Il attend presque deux ans avant de commencer à intervenir. En juin 1941, le ministre Pierre-Émile Côté avise la Beauharnois Light, Heat and Power qu'elle sera acquise par l'État, par entente ou expropriation. Quelques mois plus tard, en novembre, le gouvernement annule le bail emphytéotique consenti à la National Hydro Electric Company, dont le tiers du capital est détenu par la Montreal Light, Heat and Power (MLH&P), pour l'aménagement d'une centrale aux rapides de Carillon. Le gouvernement invoque le fait que la compagnie n'a pas construit l'installation dans les délais convenus.
Le rapport sur les actifs de la MLH&P, commandé en 1938, est finalement publié quatre ans plus tard. L'inventaire confirme les accusations des détracteurs de la compagnie. La valeur des actifs ne correspond pas à la réalité, et leur prix a été gonflé artificiellement afin d'augmenter la valeur comptable de la compagnie. Cette valeur gonflée servait aussi à la MLH&P à justifier des augmentations de tarifs lors de ses comparutions devant l'organisme de réglementation.   

### Lebill17

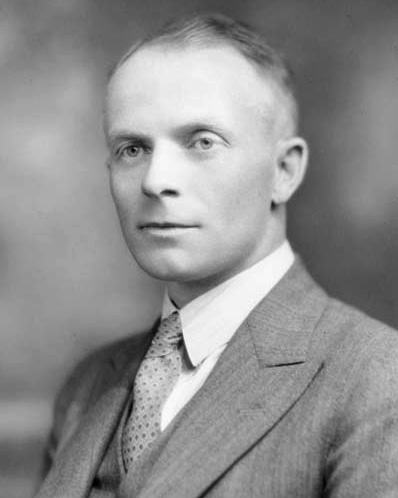
Le premier ministre Adélard Godbout.

Le 8 octobre 1943, le gouvernement Godbout annonce qu'il déposera un projet de loi afin de prendre le contrôle de la MLH&P, de la Beauharnois et de toutes leurs filiales, qui exercent un monopole dans la grande région de Montréal. Rédigé par le juriste Louis-Philippe Pigeon de l'Université Laval (qui deviendra juge à la Cour suprême du Canada en 1967), le bill 17, comme on l'appelait alors, est influencé par le New Deal et en particulier par la création de la Tennessee Valley Authority par le président américain Franklin D. Roosevelt. La loi crée une entreprise commerciale de propriété publique, la Commission hydroélectrique de Québec, dont le mandat initial de desservir en électricité la région de la métropole québécoise aux « taux les plus bas compatibles avec une saine gestion financière ». Hydro-Québec avait aussi pour mission de réhabiliter un réseau vétuste et de développer l'électrification des régions rurales non desservies par les entreprises existantes.
Les dirigeants de la MLH&P sont sur le pied de guerre depuis l'annonce et Godbout et dénoncent avec virulence le projet du gouvernement. Ils se paient une grande campagne de publicité en français pour semer le doute sur les intentions du gouvernement et affirmer que le service offert par la compagnie reçoit l'approbation de 95 % de la population. En anglais, les alliés de la compagnie dans la presse, comme The Gazette et le Financial Post écrivent des éditoriaux qui amplifient les positions de J.S. Norris, le président de la MLH&P. Les textes doutent de la capacité du gouvernement d'engager des personnes assez compétentes pour gérer une compagnie d'électricité et laissent même croire que les jours de l'entreprise privée sont comptés au Québec si le gouvernement va de l'avant avec son plan.
Le débat à l'Assemblée législative est teinté de partisanerie, voire de démagogie, à l'approche de la campagne électorale. Les unionistes accusent leurs adversaires libéraux d'avoir créé cet « enfant cancéreux », qui a grandi sous les administrations libérales précédentes de Gouin et de Taschereau. Le premier ministre Godbout dénonce le monopole et dit même que la MLH&P est passée entre les mains de « bandits qui ont exploité nos ressources à leur profit et à leur bénéfice personnel ». La loi « étatisant », on ne parle pas de nationalisation à cette époque, la MLH&P est néanmoins adoptée par l'Assemblée législative et le Conseil législatif, qui ajoute la forme courte Hydro-Québec, le 14 avril 1944.
Bien que le débat ait parfois pris des accents nationalistes, l'adoption de la loi 17 n'en fait pas un enjeu central. Paul-André Linteau de l'UQAM soutient que la loi ne vise qu'« à soulager les consommateurs et s'appuie sur l'idée que la gestion publique est préférable à la gestion privée ».

### Conséquences

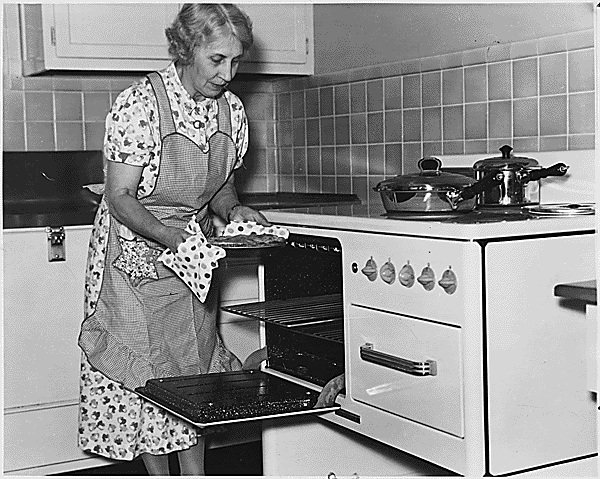
L'étatisation de 1944 accélère l'adoption de l'électricité dans les foyers québécois.

La prise de contrôle de la Montreal Light, Heat and Power a lieu dès le lendemain, le 15 avril 1944, mais le rachat formel des 4,5 millions d'actions de la MLH&P prendra trois ans. Après avoir tenté de trouver un terrain d'entente avec J.S. Norris, le  gouvernement Duplessis fait adopter une loi d'expropriation, financée au moyen d'une émission d'obligations de 112 225 000 CAD en 1947. 
La nouvelle entreprise publique comptait 290 000 clients, disposait d'un réseau de distribution d'électricité et de gaz et de quatre centrales (Chambly, Beauharnois, Les Cèdres et Rivière-des-Prairies), qui avaient une puissance installée combinée de 616 mégawatts (MW).
La première conséquence de la prise de contrôle par l'état des actifs de la MLH&P est une diminution des tarifs électriques, qui aura pour conséquence de faire quintupler la quantité moyenne d'électricité utilisée par les ménages montréalais entre 1944 et 1960. Après les privations subies pendant la Grande Dépression et de la Seconde Guerre mondiale, le boom qui suit la victoire des Alliés révolutionne la vie de tous les jours : les glacières sont remplacées par des réfrigérateurs, les laveuses-sécheuses. aspirateurs et autres. L'Office de l'électrification rurale est créé pour étendre le réseau dans les régions. La technologie facilite et transforme la vie des ménagères dès les années cinquante.  Plus disponibles, les femmes cherchent d'autre occupations, elles s'émancipent.  En même temps le Québec découvre le monde grâce à la télévision.
Cette augmentation de la demande et une expansion rapide vers des régions auparavant mal servies, comme la Gaspésie, la Côte-Nord et l'Abitibi, oblige la nouvelle entreprise à accroître son parc de production à toute vitesse. En 15 ans, Hydro-Québec rénove deux fois sa centrale de Beauharnois en plus d'ajouter une centrale sur le cours supérieur de la rivière des Outaouais et deux puissants ouvrages sur la rivière Betsiamites.
Cette croissance se fait aussi sentir sur le plan du personnel. Le nombre d'employés passe de 1400 à 3500 entre 1944 et 1960. Les francophones sont désormais majoritaires au sein du personnel et occupent de plus en plus de postes de responsabilité. Entré au service d'Hydro-Québec en décembre 1944, l'ingénieur Robert A. Boyd est l'archétype du nouveau visage d'Hydro-Québec. Âgé de 26 ans à l'époque, Boyd, qui deviendra président-directeur général de la société d'État en 1977, est le premier ingénieur francophone à être engagé par l'entreprise responsable du service d'électricité dans la métropole québécoise.
L'historien Jack Jedwab écrit que la nationalisation de 1944 a constitué une première victoire de la population contre les intérêts commerciaux dominants et qu'elle annonce des changements profonds de la société québécoise. Il ajoute que la prise de contrôle de l'électricité à Montréal peut même être considérée comme « un important précurseur des réformes élargies qui allaient survenir lors de la Révolution tranquille des années 1960 ».

### Gaz naturel: Une odeur de scandale
En faisant l'acquisition des actifs de la MLH&P, Hydro-Québec devient un joueur important de l'industrie du gaz naturel. Vers la fin des années 1940, des industriels envisagent la construction d'un gazoduc qui relierait l'Alberta et les grandes villes de l'Ontario. Hydro-Québec est approchée pour prolonger le gazoduc vers Montréal. Plusieurs rencontres sont organisées et la Commission hydroélectrique de Québec commande des études internes en plus de solliciter des avis d'experts. Un comité de commissaires est formé en mars 1954 pour prendre une décision. Le comité recommande de remplacer le gaz industriel par le gaz naturel de l'ouest, une conversion qui procurerait un léger bénéfice au service public.
Le président de la Commission, L.-Eugène Potvin, recommande plutôt de vendre le secteur gazier à une entreprise privée. Cette solution est adoptée et la commission adopte une résolution pour se départir tous ses actifs gaziers, qui est approuvée par le gouvernement Duplessis. Des négociations sont entreprises avec plusieurs groupes et la vente du réseau à la Corporation du gaz naturel du Québec, qui deviendra Gaz Métropolitain, est conclue au printemps 1957.
Le scandale du gaz naturel éclate le 13 juin 1958, avec une manchette fracassante du Devoir : « Scandale à la corporation du Gaz naturel du Québec ». Le quotidien, déjà hostile au duplessisme, déballe toute l'histoire. Des ministres et des hauts fonctionnaires auraient utilisé des informations confidentielles pour faire « l'un des coups de Bourse les plus extraordinaires de notre histoire ». Les deux journalistes qui mènent l'enquête, Mario Cardinal et Pierre Laporte évoquent des profits de 20 millions CAD et parlent d'une plus-value de 4 000 %.

## 1962-1963: la seconde nationalisation

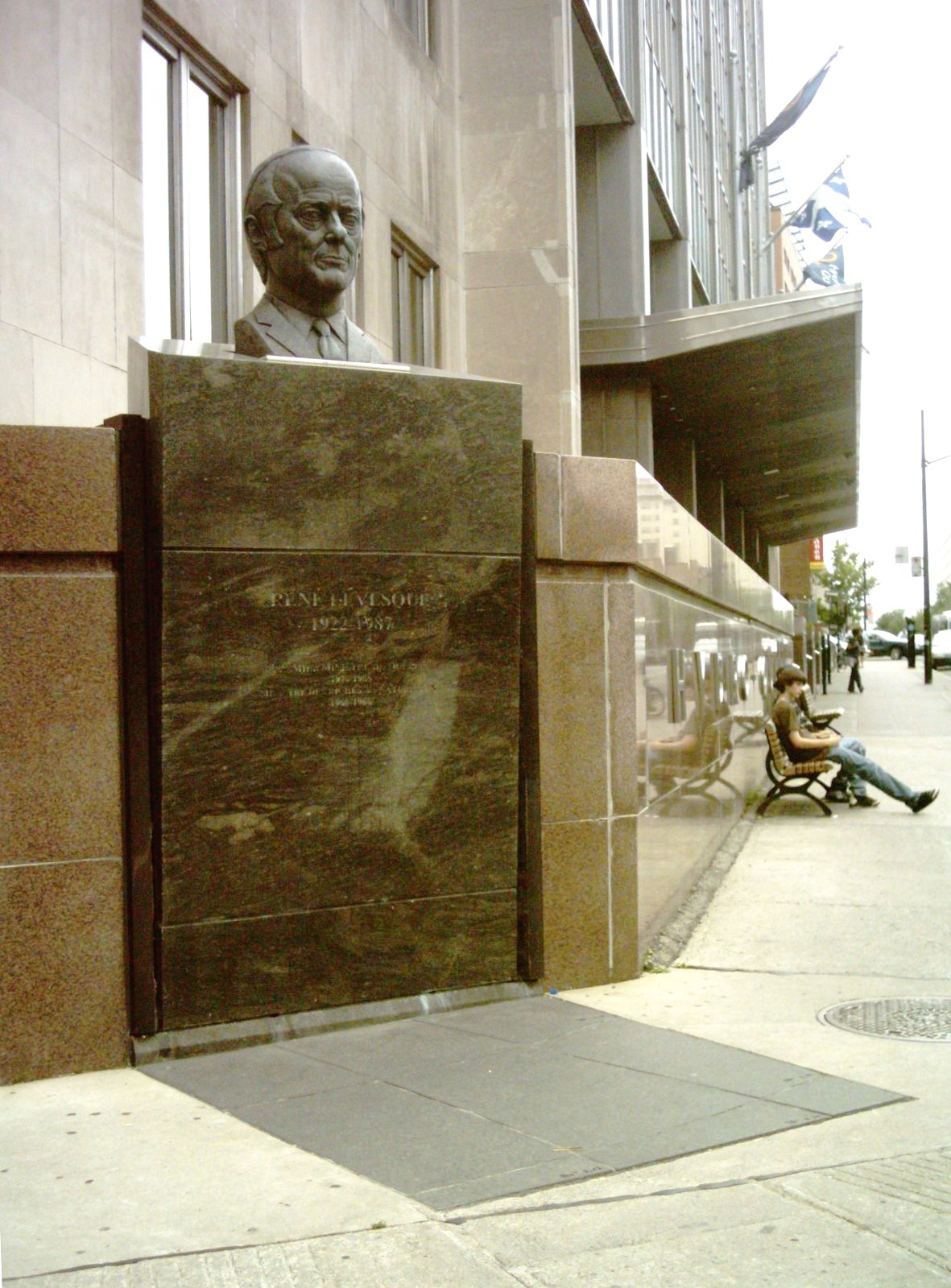
Buste de René Lévesque devant le siège social de la société, à Montréal. Ministre des Ressources naturelles dans le gouvernement Lesage, Lévesque s'est fait le champion de la nationalisation de 1962.

La Révolution tranquille n'interrompt pas le développement de nouveaux barrages. Au contraire, elle lui apporte une impulsion nouvelle sous la gouverne de René Lévesque, qui hérite du poste de ministre des Ressources hydrauliques et des Travaux publics (qui devient l'année suivante le ministère des Richesses naturelles du Québec), après l'élection de « l'équipe du tonnerre » de Jean Lesage.
Lévesque poursuit le développement des projets en construction, à Carillon à Beauharnois et au complexe Manic-Outardes, au nord de Baie-Comeau.  Cependant, le travail commencé quinze ans auparavant n'est pas terminé. Les tarifs d'électricité à l'extérieur des régions desservies par Hydro-Québec sont toujours aussi variables d'une région à l'autre en plus d'être généralement plus élevés qu'à Montréal. Dans la mire du gouvernement, la Shawinigan Water and Power Company, qui s'est construit un empire sur les bords de la rivière Saint-Maurice. Au fil des ans, la Shawinigan a étendu son influence à d'autres régions du Québec en faisant l'acquisition de participations majoritaires dans la Southern Canada Power, la Saint Maurice Power et la Quebec Power.
Depuis la création d'Hydro-Québec en 1944, la Shawinigan, qui exerce un monopole de la distribution dans presque tout le sud du Québec à l'exception de Montréal, est en perte de vitesse. Le gouvernement ne lui consent plus de nouvelles concessions hydrauliques, réservant l'exploitation de nouvelles rivières à la société nationalisée. Elle met en chantier quelques projets, les centrales de la Trenche et de Beaumont sont construites sur le Saint-Maurice dans les années 1950, mais elle devient de plus en plus dépendante d'Alcan et d'Hydro-Québec pour une partie croissante de ses besoins en énergie. 
La Shawinigan envisage la construction d'une centrale thermique à Tracy ainsi que d'audacieux projets de développement dans le nord du Québec, dont le détournement de certaines rivières du bassin hydrographique de la baie James vers le Saint-Maurice. Elle participe aussi au montage d'une opération financière au Labrador en collaboration avec la British Newfoundland Development Corporation (BRINCO), un groupe d'investisseurs britanniques désireux de développer le potentiel hydroélectrique des chutes Hamilton.
Le ministre demande à une équipe de fonctionnaires de « faire l'inventaire des questions administratives dont le ministère est responsable dans le domaine de l'électricité, proposer des solutions efficaces et imaginatives et, surtout, ne pas craindre l'innovation et le changement », rappelle Michel Bélanger, qui était un haut fonctionnaire du ministère à cette époque.
|                         | Puissance installée | Puissance installée | Production effective | Production effective | Clientèle | Clientèle | Revenus      | Revenus |
| ----------------------- | ------------------- | ------------------- | -------------------- | -------------------- | --------- | --------- | ------------ | ------- |
|                         | MW                  | %                   | GWh                  | %                    | Nombre    | %         | millions CAD | %       |
| Entreprises publiques   | 3 661,1             | 40,0                | 18 412,7             | 36,9                 | 698 895   | 46,6      | 98,5         | 41,5    |
| Distributeurs privés    | 3 176,7             | 34,7                | 17 861,8             | 35,8                 | 800 814   | 53,3      | 138,3        | 58,3    |
| Producteurs industriels | 2 315,6             | 25,3                | 13 633,5             | 27,3                 | 1 617     | 0,1       | 0,4          | 0,2     |
| Total                   | 9 153,4             | 100                 | 49 908,0             | 100                  | 1 501 326 | 100       | 237,2        | 100     |

La solution s'impose rapidement : Hydro-Québec doit prendre le contrôle de l'ensemble des entreprises d'électricité, à l'exception des installations de production électrique des grandes industries implantées sur le territoire. Dans la plus grande discrétion, le gouvernement demande conseil à Roland Giroux et Jacques Parizeau afin de savoir si le Québec est en mesure d'emprunter les capitaux nécessaires pour racheter la Shawinigan et les autres compagnies privées qui contrôlent la distribution de l'électricité dans la plupart des régions du Québec. Giroux, Parizeau et Michel Bélanger se rendent à New York pour consulter des financiers américains afin de déterminer la faisabilité du projet. Ils reviennent convaincus qu'il sera possible d'emprunter les sommes nécessaires.

### Lévesque confronte la Shawinigan
Disposant maintenant d'une proposition concrète, Lévesque doit maintenant convaincre ses collègues libéraux et l'opinion publique québécoise. Le politologue Dale C. Thomson, qui a consacré un ouvrage à Jean Lesage et la Révolution tranquille, soutient que la réaction du premier ministre aux propositions de Lévesque ont d'abord été très négatives. « Over my dead body ! », se serait-il exclamé, mettant Lévesque au défi de vendre l'idée parmi la population.
Prenant le premier ministre au mot, Lévesque prononce une allocution qui donnera le coup d'envoi à sa campagne en faveur de la nationalisation, le 12 février 1962. Devant les membres de l'Association de l'industrie électrique du Québec, le ministre dénonce les coûts élevés de l'électricité qui varient d'une région à l'autre, le manque de coordination des investissements, le gaspillage de l'eau et l'interfinancement des compagnies qui opèrent dans plus d'une province. « Un tel fouillis invraisemblable et coûteux ne peut continuer, si l’on veut agir sérieusement dans le sens d’un aménagement rationnel de notre économie et ne pas se contenter d’en parler », conclura-t-il.
La réaction ne se fait pas attendre du côté de la Shawinigan, qui semblait sous-estimer l'ancien journaliste devenu politicien. Dès le lendemain du discours du ministre, les dirigeants de la compagnie accusent Lévesque de « sophisme » lorsqu'il prétend qu'un monopole d'état peut faire mieux que les compagnies privées parce que les compagnies sont à l'abri des considérations politiques et elles administrent efficacement le réseau électrique.
Lévesque était mieux préparé que l'avaient imaginé les dirigeants de la Shawinigan. Études à l'appui, le ministre des Richesses naturelles répond du tac au tac qu'il serait plus efficace de regrouper sous un même toit la production, le transport et la distribution au sein d'une seule entreprise. 
Le ministre et la Compagnie d'électricité Shawinigan, qui francise sa raison sociale après plus de 60 ans d'unilinguisme anglais, s'affrontent dans un débat de plusieurs mois. La compagnie met en garde les chambres de commerce contre le danger d'expropriation de tous les services publics, dénonce le « socialisme » et prétend que le nationalisme canadien français vise à « s'emparer » de l'entreprise privée.
De son côté, Lévesque fait une tournée des régions du Québec, où il explique méthodiquement les avantages de son plan d'intégration des réseaux, un peu à la manière qui lui avait mérité l'estime du public pendant les années où il animait l'émission d'affaires publiques Point de mire à l'antenne de la télévision de Radio-Canada. 
La position de Lévesque trouve écho dans les grands journaux montréalais. Gérard Pelletier, de La Presse, André Laurendeau, du Devoir et Yves Michaud, de La Patrie prennent position en faveur de la nationalisation. Contrairement à l'étatisation de la Montreal Light, Heat and Power en 1944, la nationalisation de 1962 s'inscrit ouvertement dans un contexte de nationalisme économique. Les Canadiens français réclament un accès accru aux leviers de commande de leur économie, soutient l'historien Paul-André Linteau. En 1962, à l'instigation de Rosaire Morin, les membres de la société secrète de l'Ordre de Jacques-Cartier envoient des centaines de lettres au premier ministre Lesage pour demander la nationalisation de l'électricité. Cette campagne de lettres joue un rôle décisif dans la fin des atermoiements de celui-ci.

### «Maîtres chez nous»
L'année 1962 avance et le plaidoyer de Lévesque en faveur de la nationalisation recueille l'approbation d'un nombre grandissant de Québécois, mais la partie n'est pas acquise. Une partie de ses collègues du Parti libéral reste à convaincre; plusieurs pensent qu'il serait préférable d'attendre à 1964 avant de soumettre la nationalisation à l'électorat.
La question est à l'ordre du jour d'une réunion secrète du conseil des ministres, au camp de pêche du lac à l'Épaule (dans l'actuel Parc national de la Jacques-Cartier), les 4 et 5 septembre 1962. L'ancien chef libéral Georges-Émile Lapalme prend la parole pour trancher la question : « Certains ne veulent agir qu'après la prochaine élection, d'autres veulent agir maintenant. Si la prochaine élection a lieu maintenant, nous sommes tous d'accord ! ». La décision est prise. 
Deux semaines plus tard, le premier ministre Lesage annonce le déclenchement d'élections générales anticipées afin de soumettre la nationalisation aux électeurs. Les libéraux jouent la carte nationaliste avec leur slogan électoral : « Maîtres chez nous ».
Lévesque joue un rôle effacé durant les premières semaines de campagne, confiant de voir la population approuver la nationalisation. D'ailleurs, l'Union nationale de Daniel Johnson tente de débattre d'autres enjeux plutôt que d'engager le gouvernement sur la question.
Après un débat télévisé entre Lesage et Johnson, le 11 novembre 1962, l'élection générale du 14 novembre 1962 confirme l'optimisme du ministre des Richesses naturelles. Le Parti libéral est reporté au pouvoir avec une majorité de 63 sièges sur 95 et 56,4 % des suffrages. René Lévesque peut aller de l'avant avec le projet.
Le gouvernement agit rapidement. Il ne sera pas nécessaire d'amender la loi d'Hydro-Québec puisque la loi de 1944 permet à la société d'État de faire l'acquisition de compagnies du secteur électrique. Afin d'éviter la spéculation sur les titres, le gouvernement attend la fermeture des marchés, le 28 décembre 1962, pour annoncer son offre publique d'achat de toutes les actions ordinaires de Shawinigan Water & Power, Quebec Power, Southern Canada Power, Saint-Maurice Power, Gatineau Power Company, la Compagnie de Pouvoir du Bas-Saint-Laurent, Saguenay Power, Northern Quebec Power, la Compagnie électrique de Mont-Laurier, la Compagnie électrique de Ferme-Neuve et la compagnie La Sarre Power.
|                            | Actions ordinaires | Actions privilégiées | Dette       | Total       |
| -------------------------- | ------------------ | -------------------- | ----------- | ----------- |
| Shawinigan Water and Power | 215 021 891        | 25 000 000           | 155 378 500 | 395 400 391 |
| Southern Power             | 519 149            | 8 152 235            | 11 000 000  | 19 671 384  |
| Quebec Power               | 12 344 347         | —                    | 16 668 000  | 29 012 347  |
| Northern Quebec Power      | 7 012 500          | 3 275 000            | 5 668 000   | 15 955 500  |
| Gatineau Power             | 58 186 800         | 16 480 800           | 49 844 000  | 124 511 600 |
| Pouvoir du Bas-St-Laurent  | 7 400 000          | 2 118 020            | 4 803 000   | 14 321 020  |
| Saguenay Electric          | 3 225 000          | —                    | 6 371 000   | 9 596 000   |
| Électrique de La Sarre     | 450 000            | —                    | 100 000     | 550 000     |
| Électrique de Mont-Laurier | 386 500            | —                    | —           | 346 500     |
| Électrique de Ferme-Neuve  | 85 000             | —                    | —           | 85 000      |

Les dirigeants des compagnies prétendent que l'offre du gouvernement est inférieure à la valeur réelle des titres mais recommandent néanmoins à leurs actionnaires d'accepter l'offre afin de toucher leur remboursement plus rapidement. Le gouvernement prendra possession des 11 compagnies le 1er mai 1963 pour la somme de 604 millions de dollars canadiens (CAD), dont 300 millions seront financés par une émission d'obligations Hydro-Québec sur les marchés américains. Une trentaine de coopératives d'électricité rurales et des réseaux municipaux acceptèrent aussi l'offre d'achat d'Hydro-Québec. 
Seules les installations d'auto-production des groupes industriels, en particulier les centrales de l’Alcan, et une dizaine de réseaux de distribution municipaux (Alma, Amos, Baie-Comeau, Coaticook, Joliette, Magog, Saguenay, Sherbrooke, Westmount et la coopérative électrique de Saint-Jean-Baptiste-de-Rouville) demeurent privées.